# Wasilij Gołowin
Wasilij Fiodorowicz Gołowin (ros. Василий Фёдорович Головин, ur. 28 lipca 1893 w guberni permskiej, zm. 24 marca 1937) – radziecki polityk, przewodniczący Komitetu Wykonawczego Swierdłowskiej Rady Obwodowej (1934-1937).

## Życiorys
Od lipca 1917 członek SDPRR(b), od października 1917 do lutego 1918 członek Czerwonej Gwardii, od lutego 1918 do sierpnia 1919 żołnierz Armii Czerwonej, następnie przewodniczący kamieńskiego gminnego komitetu rewolucyjnego i komitetu wykonawczego kamieńskiej rady gminnej w guberni permskiej. Od kwietnia 1920 do sierpnia 1921 kierownik Wydziału Organizacyjnego Kamyszłowskiego Powiatowego Komitetu RKP(b), od sierpnia do grudnia 1921 kierownik wydziału tego komitetu, od grudnia 1921 do listopada 1922 ponownie kierownik Wydziału Organizacyjnego. Od listopada 1922 do września 1923 sekretarz odpowiedzialny Kamyszłowskiego Rejonowego Komitetu RKP(b), od września do grudnia 1923 sekretarz odpowiedzialny Szadrińskiego Komitetu Powiatowego RKP(b), od grudnia 1923 do października 1925 kierownik Wydziału Organizacyjnego Szadrińskiego Komitetu Okręgowego RKP(b), od października 1925 do października 1925 słuchacz kursów powiatowych pracowników partyjnych przy KC RKP(b)/WKP(b). Od października 1926 do listopada 1927 kierownik Wydziału Organizacyjnego Kurgańskiego Komitetu Okręgowego WKP(b), od listopada 1927 do czerwca 1929 sekretarz odpowiedzialny tego komitetu, od czerwca 1929 do czerwca 1930 zastępca kierownika Wydziału Organizacyjnego Uralskiego Komitetu Obwodowego WKP(b), od czerwca 1930 do lipca 1931 kierownik Wydziału Kadr Uralskiego Komitetu Obwodowego WKP(b). Od lipca 1931 do listopada 1933 sekretarz Uralskiego Komitetu Obwodowego WKP(b), od listopada 1933 do 17 stycznia 1934 przewodniczący Komitetu Wykonawczego Uralskiej Rady Obwodowej, od 17 stycznia 1934 do 11 stycznia 1937 przewodniczący Komitetu Wykonawczego Swierdłowskiej Rady Obwodowej. 20 grudnia 1935 odznaczony Orderem Lenina.
23 stycznia 1937 aresztowany, następnie skazany na śmierć "za przynależność do kontrrewolucyjnej trockistowsko-zinowjewowskiej organizacji terrorystycznej" i rozstrzelany. W październiku 1956 pośmiertnie zrehabilitowany.